# Cruciata pedemontana
Cruciata pedemontana é uma espécie de planta com flor pertencente à família Rubiaceae. 
A autoridade científica da espécie é (Bellardi) Ehrend., tendo sido publicada em Annalen des Naturhistorischen Museums in Wien 65: 18. 1961 (1962).
O seu nome comum é cruciata-dos-relvados.

## Portugal
Trata-se de uma espécie presente no território português, nomeadamente em Portugal Continental.
Em termos de naturalidade é nativa da região atrás indicada.

## Protecção
Não se encontra protegida por legislação portuguesa ou da Comunidade Europeia.